# Praia da Ensenada dos Galápagos
A Praia da Ensenada dos Galápagos é uma praia situada na Cidade Autónoma de Melilha, Espanha. Possui uma longitude de ao redor de 200 metros e uma larga média de 30 metros.
Conta com asseios, duchas, aluguer de tumbonas, vigilância, serviço de socorro, posto de primeiros auxilios, posto de salvamento da Cruz Vermelha. Acesso para minusválidos, e quiosques.No ano 2015 esta praia foi galardoada com bandeira azul e é das mais visitadas por toda Melilha por sua localização e fácil acesso.